# Periodyk

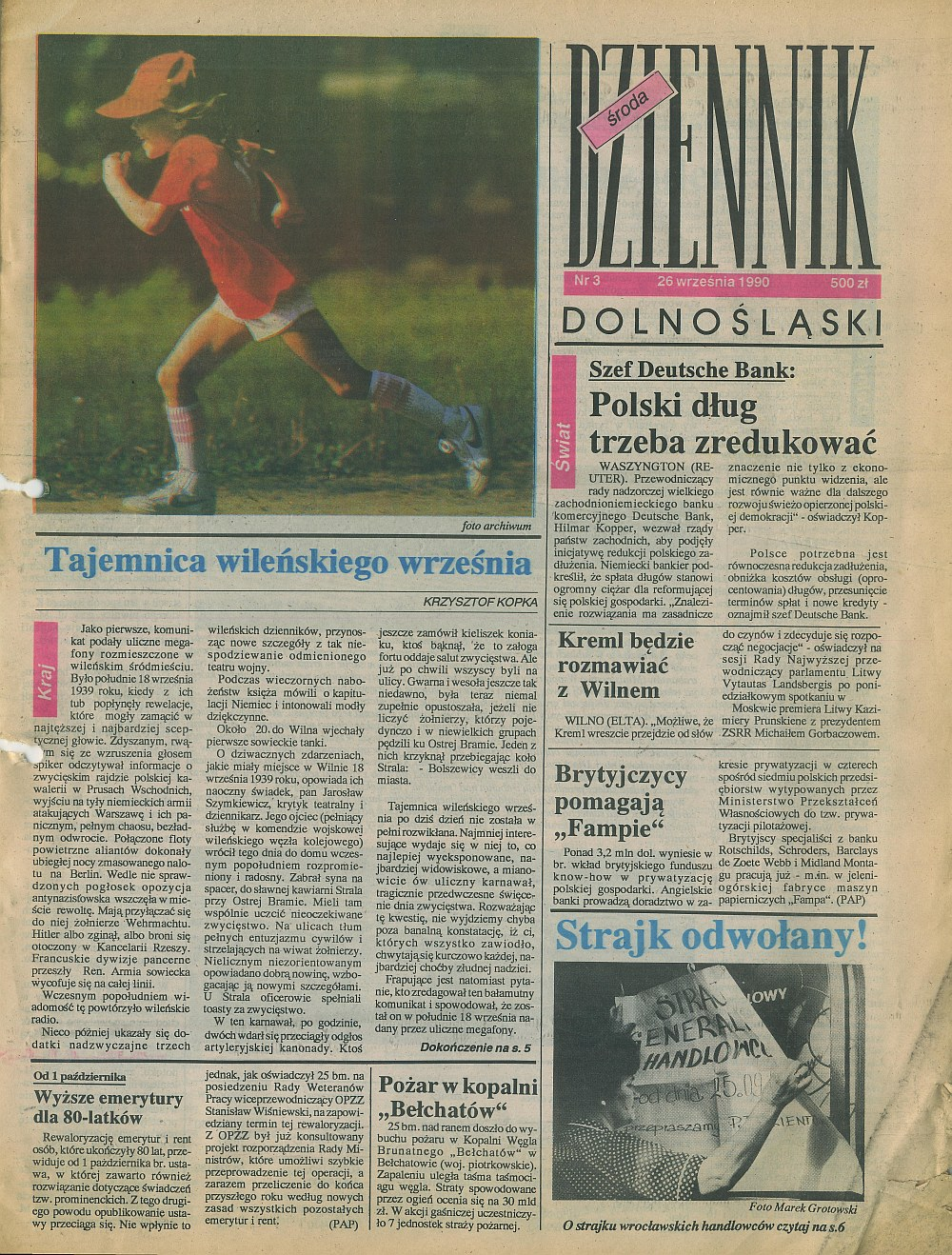
Periodyk

Periodyk (fr. périodique) – czasopismo o regularnej częstotliwości ukazywania się (np. dziennik, tygodnik, miesięcznik, kwartalnik, rocznik).
Periodyk jest czasopismem o stałej nazwie i numeracji ciągłej.
Ze względu na to, że większość czasopism wydawana jest regularnie, periodyk jest potocznie synonimem czasopisma.
Innymi synonimami są także magazyn, pismo i żurnal.